# Judge Dredd (jeu vidéo, 1995)
Pour les articles homonymes, voir Judge Dredd.
Judge Dredd est un jeu de plates-formes-action en deux dimensions développé par Probe Entertainment et édité par Acclaim Entertainment sur Mega Drive, Game Gear, Super Nintendo, Game Boy, et PC (DOS) en 1995. C'est une adaptation du personnage de comics Judge Dredd, plus précisément de l'adaptation cinématographique éponyme sortie la même année, Judge Dredd,,,,.

## Système de jeu
Judge Dredd est un jeu de plates-formes-action en deux dimensions,.